# Staelia lanigera
Staelia lanigera är en måreväxtart som först beskrevs av Dc., och fick sitt nu gällande namn av Karl Moritz Schumann. Staelia lanigera ingår i släktet Staelia och familjen måreväxter. Inga underarter finns listade i Catalogue of Life.